# Jean Baubérot
Jean Baubérot-Vincent, (le nom de son épouse ayant été ajouté à son nom de naissance) né Jean-Ernest Baubérot le 26 juillet 1941 à Châteauponsac (Haute-Vienne), est un historien et sociologue français, professeur émérite spécialiste de la sociologie des religions et fondateur de la sociologie de la laïcité.
Après avoir occupé la chaire d'Histoire et sociologie du protestantisme de 1978 à 1990, il devient titulaire de la chaire d'Histoire et sociologie de la laïcité de 1991 à 2007 à l’École pratique des hautes études dont il est actuellement le président d'honneur et professeur émérite. Il a écrit plus de trente ouvrages, dont un roman historique et une étude en trois tomes, intitulée La Loi de 1905 n'aura pas lieu. Histoire politique des Séparations des Eglises et de l'Etat (1902-1908), publié aux éditions Maison des Sciences de l'Homme, il a dirigé treize livres collectifs et a publié plus d'une centaine d'articles dans des revues à comité de lecture.
« Plume » de François Mitterrand pour les sujets concernant la laïcité, il a soutenu publiquement plusieurs candidats du Parti socialiste.

## Biographie

### Ascendance et famille
Jean Baubérot-Vincent est le fils du professeur d'histoire René Baubérot, fondateur du musée de Châteauponsac qui porte son nom et de Violette Souttre, professeur de philosophie. Il a une éducation protestant et est engagé dans les mouvements de jeunesse, comme la Fédération française des associations chrétiennes d'étudiants, dont il anime le journal Le Semeur dans les années 1960,.

### Une formation d'historien
Fils d'enseignants, il suit ses études secondaires au lycée Gay-Lussac à Limoges et obtient le premier prix d'histoire au concours général des lycées en 1959. Il est lauréat de la fondation Zellidja (3e prix) en 1960. À la Sorbonne, il obtient en 1966 un doctorat de 3e cycle en histoire (sous la direction de Jean-Marie Mayeur) en 1966, un doctorat des lettres et sciences humaines en 1984 à l'université Paris-IV. En 1967, il avait aussi obtenu un diplôme de l'École pratique des hautes études (EPHE).

### Carrière universitaire
Débutant comme collaborateur technique à l'EPHE en 1967, il y devient assistant de recherches en 1971, puis directeur d'études à partir de 1978. Il préside la section des sciences religieuses entre 1986 et 1994 et sera nommé président de l'École en 1999, avant d'en devenir président honoraire en 2003.
Il est le fondateur en 1995 puis le directeur jusqu'en 2001 du Groupe de sociologie des religions et de la laïcité (CNRS-EPHE), devenu le groupe Sociétés, Religions, Laïcités. Il est également professeur émérite de la chaire Histoire et sociologie de la laïcité (EPHE-Sorbonne).
A un niveau international, il a été, notamment,  co-directeur de l'Institut d'anthropologie historique de l'Université de Sciences humaines de Moscou, professeur invité de différentes universités (New-York University, Université de Tokyo, Roma III, ...). Il a dirigé plusieurs programmes de recherches franco-japonais et a été titulaire d'une bourse de recherche de la Fondation du Japon (Nichibunken Institute, Kyoto).
Les travaux ont été traduits en 16 langues[réf. nécessaire].

### Conseiller ministériel et engagements politiques
En 1971, il refuse de rejoindre le Parti socialiste qu'il juge « trop social-démocrate ». Il est « la plume » de François Mitterrand pour les sujets concernant la laïcité.
En 1997 et 1998, il est conseiller technique au cabinet de Ségolène Royal, ministre délégué chargé de l'enseignement scolaire (Éducation à la citoyenneté). Il est membre de la commission consultative des cultes, ministère de l’Emploi et de la Solidarité de 1999 à 2004, membre de la mission d’évaluation, d’analyse et de propositions relatives aux représentations violentes à la télévision du ministère de la Culture de juin à décembre 2002, membre de la commission sur l’enseignement supérieur privé du ministère de l'Éducation nationale de 2003 à 2007. Il est membre de la commission « Sigma », commissariat général du Plan de 2004 à 2006.
De juillet-décembre 2003, il est membre de la commission indépendante sur l’application du principe de laïcité dans la République, dite « commission Stasi », et s'abstient lors du vote concernant l'interdiction du voile à l'école. Il dénonce, dans un essai publié en 2008, la laïcité de Nicolas Sarkozy.

### Prises de position politiques
Il soutient Ségolène Royal à la présidentielle de 2007 et à la primaire de 2011.
Il vote François Hollande à la présidentielle de 2012 par opposition à N. Sarkozy.
En 2017, il participe à l'ouvrage collectif dirigé par Benoît Hamon et Yannick Jadot, La politique est à nous, et vote B. Hamon puis Emmanuel Macron par opposition à Marine Le Pen. 
En 2022, il vote Yannick Jadot, puis Emmanuel Macron.
Il est le coauteur d'une Déclaration internationale sur la laïcité signée par 250 universitaires de 30 pays[réf. nécessaire]. 
Il a un blog sur Médiapart où il publie régulièrement des notes.

## Travaux sur l'histoire de la laïcité en France

### Le pacte laïque
Jean Baubérot soutient l'idée que la France doit se dégager de ses « racines chrétiennes ». Dans son ouvrage Histoire de la laïcité en France (2005), il précise que la notion de pacte laïque n'implique nullement que la séparation des Églises avec l'État soit le résultat d'une négociation de puissance à puissance, mais rend compte du passage d'une laïcité qui était le bien exclusif d'une des deux France en conflit (celle des tenants de la Révolution française et celle de « la fille aînée de l'Église »), à une laïcité qui peut inclure les membres des deux France lorsque, en 1946, la laïcité est devenue constitutionnelle avec la Quatrième République, de même en 1958 dans la constitution de la Ve République où il est indiqué : « La République est laïque […]. Elle respecte toutes les croyances. »
La laïcité n'est pas une « exception française » et la France, elle-même ne pratique pas une laïcité absolue (Concordat en Alsace-Moselle, loi Debré subventionnant les écoles privées, dévolution gratuite et indéfinie d'édifices religieux propriété publique, aumôniers émargeant au budget public, fêtes catholiques chômées, etc.).
Quatre critères permettent d'évaluer le degré de laïcité dans différents pays (que le terme soit socialement utilisé ou non) :
1. Le fondement du pouvoir politique est immanent, conformément à la philosophie politique du « contrat social » ;
2. l'État est indépendant des Églises et autres groupement religieux ou convictionnels ;
3. la citoyenneté est indépendante des religions et des convictions, tous les citoyens sont juridiquement égaux, quelle que soit leur religion ou leur conviction ;
4. l'État assure la liberté de conscience, il garantit la liberté de religion et de conviction ainsi que le libre exercice du culte tels que les définissent les grands textes internationaux[7][source insuffisante].

### Les seuils de laïcisation
Jean Baubérot est également l'auteur de la notion de seuils de laïcisation il distingue trois seuils, le premier est le résultat de la révolution française et du recentrage opéré par Napoléon Bonaparte, le second des lois laïcisant l'école publique (1882-1886) et séparant les Églises et l'État (1905, 1907, 1908), le troisième s'est élaboré de 1968 (contestation anti-institutionnelle de mai 68) à 1989 (chute du mur de Berlin, 1re affaire de foulards),.

### Les différents courants
Jean Baubérot estime que la société française en 2015 est traversée par sept laïcités au sens où laïcité veut dire « courant de penser la laïcité »,, :
1. le courant antireligieux ;
2. le courant gallican ;
3. le courant séparatiste canal historique (1905) ;
4. le courant séparatiste moderne ;
5. le courant laïcité ouverte ;
6. le courant identitaire ;
7. le courant concordataire.

À ceux qui lui reprochent « d'adjectiver la laïcité », Jean Baubérot répond : 

« La croyance qu'il n'existe qu'une (représentation de la) laïcité essentialise celle-ci. Le slogan de la "laïcité sans adjectif" a voilé qu'une transformation s'est produite dans l'usage social dominant du terme de "laïcité". »

## Notion de«nouvelle laïcité»
La « nouvelle laïcité » est une expression popularisée par Jean Baubérot pour désigner une interprétation droitière voire extrême-droitière de la laïcité, qui se manifeste notamment par la création d'une inégalité entre les religions et entre les croyants (comme les lois sur le voile islamique), contrevenant ainsi directement à l'esprit originel de la loi[source insuffisante].

### Historique
L'année 1989 et l'affaire des collégiennes de Creil marquent l'apparition d'un nouveau conflit. Si jusqu'à cette date le débat autour de la laïcité avait opposé les militants laïques à l'Église catholique, c'est l'Islam qui devient à partir de 1989 « l'objet de toutes les interrogations, voire de toutes les suspicions, à grand renfort médiatique ». « Le développement de l'Islam dans l'Hexagone » se trouve ainsi pris dans « une mutation profonde de la laïcité en France ».
Ce débat s'est cristallisé en 2004 lors de la loi sur les signes religieux dans les écoles publiques françaises. Lors de la commission Stasi (juillet-décembre 2003), il est le seul à s'être abstenu. Il s'est à nouveau exprimé contre la loi interdisant la burqa en 2010 au nom de l'ordre public (et non de la laïcité)[source insuffisante].

### Avis des utilisateurs de cette notion
Selon Baubérot et le politologue Raphaël Liogier, l'année 2003 constitue un tournant dans la conception de la laïcité. C'est en effet en 2003 que François Baroin rend un rapport commandé par le premier ministre Jean-Pierre Raffarin et intitulé "Pour une nouvelle laïcité". Selon Jean Baubérot, le rapport se détourne de la conception libérale de la laïcité issue de la loi de 1905. Jean Baubérot constate que la « nouvelle laïcité », contrairement à celle issue de la loi de 1905, n'est pas anticléricale mais anti-communautariste ; elle est liée au passé colonial de la France plus qu'aux guerres de religion et à la Révolution; elle est liée au contexte géopolitique de la « mondialisation » et de la crainte d'un « Islam politique transnational », plus qu'à une survivance du « conflit des deux France » ; elle s'affirme comme une « exception française » opposée au « modèle anglo-saxon » jugé « trop accommodant envers les religions »; elle est moins une construction politique que médiatique: ainsi est-elle « focalisée sur des "affaires" médiatiquement construites ». Par ailleurs, cette « nouvelle laïcité » signe une appropriation par la droite (puis par l'extrême droite) de la lutte pour la laïcité, appropriation rendue possible par la division de la gauche sur ce sujet,.
La « nouvelle laïcité » opère un transfert du principe de laïcité et de l'exigence de neutralité, de l'État vers la société civile, et des agents du service public vers les usagers de l'espace public,. Les partisans de la « nouvelle laïcité » associent la laïcité à la « sécularisation » de la société,.
Selon Jean Baubérot, pour appuyer cette « confusion », ce « glissement fallacieux », la rhétorique de la « nouvelle laïcité » se fonde sur « une lecture simpliste et fausse [du concept de laïcité] au regard de la loi de 1905 », lecture qui repose sur l'équivocité du mot « public », qui se trouve en l'espèce mobilisé dans une logique spatiale. En effet, si la laïcité instaurée par la loi de 1905 et évoquée à l'article 1er de la Constitution de 1958 affirme la neutralité de l'État en la fondant sur une distinction entre le « privé » et le « public » (au sens de « République », d'« affaires publiques » et de « services publics », i.e. les institutions politiques et administratives de l'État), cette distinction ne recouvre cependant pas celle entre « espace privé » et « espace public »,,,, ni celle entre « sphère intime » (ou « domestique ») et « sphère publique ». En effet, la loi de 1905 (et la jurisprudence y relative) n'interdit pas mais au contraire autorise (voire favorise) les pratiques, manifestations, expressions religieuses dans ce qu'il semble aujourd'hui convenu d'appeler « l'espace public ».
Cette logique de spatialisation de la « nouvelle laïcité », et l'extension corrélative de l'exigence de neutralité aux membres de la société civile, s'illustre tout particulièrement dans le rapport de la Commission Stasi et dans les rapports parlementaires qui précèdent l'adoption en 2004 de la loi sur les signes religieux dans les écoles publiques françaises (la loi ayant vocation à préserver la « laïcité dans l'espace scolaire » et la « neutralité de l'espace scolaire »,,,) et dans la loi interdisant la dissimulation du visage dans l'espace public de 2010. La loi de 2010 est ainsi la première à intégrer la notion d'espace public dans le droit,.
La logique de cantonnement du religieux dans le domaine de « l'intime » (par opposition à « l'espace public »), prônée par les partisans de la « nouvelle laïcité », est reprise par le président François Hollande lors du discours d'installation de l'Observatoire de la laïcité. À cette occasion (et en pleine affaire de la crèche Baby Loup) il affirme :

« Les lignes de séparation entre secteur public et secteur privé ont évolué. Il y a donc une nécessité de clarification. En 1905 la laïcité était simplement la séparation de l’État et des cultes. Aujourd’hui, elle est une frontière entre ce qui relève de l’intime, qui doit être protégé, et ce qui appartient à la sphère publique qui doit être préservé. Et comme toute frontière, il n’est pas toujours aisé de la tracer. »

## Décorations et distinctions

### Décorations
- Chevalier de la Légion d'honneur par décret du 31 décembre 2005
- Officier de l'ordre national du Mérite

### Distinctions
- Award of Religious Liberty, Liberty Magazine and International Religious Liberty Association (avril 2004)
- Prix de l'amitié franco-arabe (1971)
- Médaille Gandhi de l’UNESCO
- Docteur honoris causa de l'université libre de Bruxelles (2008)

## Publications
- Le tort d'exister, des Juifs aux Palestiniens, Ducros éditeurs Bordeaux, 1967, 262 p.
- Un christianisme profane ? Royaume de Dieu, socialisme et modernité culturelle dans le périodique « chrétien-social » L'avant-garde (1899-1911), Paris, PUF (Bibliothèque de l'École des Hautes Études, Section des Sciences religieuses), 1978, 2e éd. Archives Karéline, 2009.
- La marche et l'horizon, Cerf, 1979.
- Le Pouvoir de contester, Genève, Labor et Fides, 1983.
- « La presse protestante et la « condamnation » de l'Action française », Études maurrassiennes, Aix-en-Provence, vol. 5, no 1,‎ 1986, p. 121-136
- La laïcité quel héritage ? De 1789 à nos jours, Genève, Labor et Fides, 1990.
- Vers un nouveau pacte laïque ?, Paris, Seuil, 1990.
- Pluralisme et minorités religieuses. Colloque organisé par le CNRS et la Section des Sciences religieuses de l'École Pratique des Hautes Études. Avec le concours de la Mission du bicentenaire de la Révolution française, Louvain, Peeters (Bibliothèque de l'École des Hautes Études, Section des Sciences religieuses), 1991 (direction).
- Religions et laïcité dans l'Europe des douze, Paris, Syros, 1994.
- La morale laïque contre l'ordre moral, Paris, Seuil, 1997, 2e éd. Archives Karméline, 2009. Critique
- Histoire du protestantisme, Paris, PUF, coll. " Que sais-je?", 11e édition, 2023.
- Une haine oubliée. L’anti protestantisme avant le « pacte laïque » (1870-1905), avec Valentine Zuber, Paris, Albin Michel (Sciences des religions), 2000, prix Eugène-Colas 2000 de l'Académie française.
- Religion, modernité et culture au Royaume-Uni et en France, 1800-1914, avec Séverine Mathieu, Paris, Seuil (Points Histoire), 2002.
- (dir.) La Laïcité à l'épreuve. Religions et Libertés dans le monde, Encyclopædia Universalis, 2004.
- Le voile que cache-t-il ?, avec Dounia Bouzar et Jacqueline Costa-Lascoux, L'Atelier, 2004.
- Laïcité 1905-2005, entre passion et raison, Seuil, 2004.
- De la séparation des Églises et de l'État à l'avenir de la laïcité, avec M. Wieviorka, éd. de l'Aube, 2005.
- Faut-il réviser la loi de 1905 ?, avec Jean-Paul Scot, Christian Delacampagne, Henri Peña-Ruiz, et René Rémond, Paris, PUF, 2005.
- Émile Combes et la princesse carmélite : Improbable amour, roman, éd. de l'Aube, 2005, réédit. poche, 2007; réédit. 2020, sous le titre Improbables amours. Emile Combes et la princesse carmélite. Roman historique et actuel, la version intégrale aux Editions de la Libre-Pensée.
- L'intégrisme républicain contre la laïcité, éd. de l'Aube, 2006.
- Laïcité et séparation des Églises et de l’État. Histoire et actualité, avec Mireille Estivalèzes, Presses universitaires de Limoges, 2006
- Histoire de la laïcité en France, Paris, PUF, coll. « Que sais-je ? », 8e édition mise à jour, 2021
- Les Laïcités dans le monde, Paris, PUF (coll. Que sais-je ?), 6e édition mise à jour, 2024.
- Petite histoire du christianisme, Paris, Librio, 2008.
- (co-dir.) Relations églises et autorités outre-mer de 1945 à nos jours, avec Jean-Marc Regnault, éd. Indes Savantes, 2008.
- La laïcité expliquée à Nicolas Sarkozy et à ceux qui écrivent ses discours, Paris, Albin Michel, 2008.
- Une laïcité interculturelle. Le Québec avenir de la France?, L'Aube, 2008
- Sacrée médecine : Histoire et devenir d'un sanctuaire de la Raison, avec Raphaël Liogier, Entrelacs, 2011.
- Laïcités sans frontières, avec Micheline Milot, Seuil, 2011.
- La laïcité falsifiée, Paris, La Découverte, coll. « Cahiers libres », 2012, rééd. poche avec une postface, 2014
- Une si vive révolte, préface Edwy Plenel, Éditions de l'Atelier, autobiographie, 2014.
- Laïcité, laïcités. Reconfigurations et nouveaux défis (Afrique, Amériques, Europe, Japon, Pays arabes),avec M. Milot et Ph. Portier, Maison des Sciences de l'Homme, 2014.
- avec Rokhaya Diallo, Comment parler de la laïcité aux enfants, éd. Le Baron Perché, octobre 2015, 80 p.
- Les sept laïcités françaises. Le modèle français de laïcité n'existe pas, Paris, Maison des Sciences de l'Homme, 2015, 173 p. (ISBN 978-2-7351-1985-1, lire en ligne)
- Histoire des protestants. Une minorité en France (XVIe-XXIe Siècle), avec Marianne Carbonnier-Burkard, Ellipses Marketing, 2016
- Petit Manuel pour une laïcité apaisée à l'usage des profs, des élèves et de leurs parents, avec le Cercle des Enseignants.e.s Laïques, la Découverte, 2016.
- Parlons laïcité en trente questions, avec M. Milot, La Documentation française, 2017, réédit 2021
- La loi de 1905 n'aura pas lieu, tome 1, L'impossible loi de liberté (1902-1905), Maison des sciences de l'homme, 2019
- La Sécularisation en question. Religions et laïcités au prisme des sciences sociales, avec Ph. Portier et J.-P. Willaime, Classiques Garnier, 2019.
- La Loi de 1905 n'aura pas lieu. Histoire politique des séparations des Églises et de l'État (1902-1908), 3 tomes, 2019, 2021, 2024 (éd. de la Maison des Sciences de l'Homme). Prix "Histoire" du Festival protestant du Livre (2024).